# オハイオ軍
オハイオ軍（オハイオぐん、Army of the Ohio）は、南北戦争中の北軍の軍（野戦軍）で、同じ名前の軍が二度編成されている。最初のオハイオ軍は1861年に編成され翌年カンバーランド軍に名称変更された。二度目は1863年に編成された。

## 歴史
一般命令97号に基づき、ドン・カルロス・ビューエル少将が、オハイオ軍管区の司令官に任命された。軍管区の全ての部隊は、ビューエルの下にオハイオ軍に組織された。1862年1月19日、ミル・スプリングスの戦いで最初の実戦を経験したが、これに参戦したのはジョージ・ヘンリー・トーマス准将の第1師団のみであった。軍全体としては、ユリシーズ・グラントのテネシー軍の支援のためにシャイローの戦い（4月6日-4月7日）への参戦した。
1862年8月ビュエルはオハイオ軍を去り、ホレイショ・ライト准将が軍司令官となった。しかし、ライトの階級が低いことから北軍総司令官のヘンリー・ハレックは第1師団長のトーマスに、代わって軍軍司令官になるよう命じた。しかしトーマスは大きな戦闘が近いことを予想しており、その直前に司令官が交代することは賢明ではないと感じていた。このため、ビューエルが継続して軍の指揮をとることとなり、トーマスは副司令となった。トーマスが予想していた戦闘は1862年10月に発生した。オハイオ軍はケンタッキーへ侵攻してきたブラクストン・ブラッグ少将の南軍をペリービルの戦いで迎え撃った。このときビューエルは増援部隊を送るのが遅れ、さらに南軍撤退後の追撃を行わなかったことを非難され、軍司令官を解任された。後任にはウィリアム・ローズクランズ少将が任命された。ローズクランズはカンバーランド軍管区の司令官も兼ねたため、オハイオ軍はカンバーランド軍と名称が変更された。

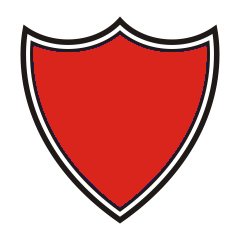
第23軍団記章

1863年3月25日、アンブローズ・バーンサイドがオハイオ軍管区の司令官を引き受けた。バーンサイドは軍管区内の部隊を統合し、第23軍団を編成した。第23軍団はオハイオ軍とも呼ばれた、バーンサイドが司令官となった。バーンサイドは以前にポトマック軍の司令官を務めており、南北戦争中に複数の「軍」の司令官となった数人の将官の一人である。この新しいオハイオ軍は、南軍騎兵隊によるモーガンの襲撃（1863年6月11日-7月26日）に反撃したが、軍としてまとまった行動を行ったことは、この作戦中は稀であった。続いて、バーンサイドはノックスビル (テネシー州)に移動し、そこで第9軍団が加わったため、オハイオ軍は2個軍団編成となり、さらに騎兵師団も追加された。バーンサイドはノックスビル方面作戦中のサンダース砦の戦い（11月29日）で南軍を撃破した。戦闘の後、バーンサイドは病気のために軍司令官を退き、12月9日にジョン・フォスター（John G. Foster）少将が軍司令官および軍管区司令官を引き継いだ。
フォスターが軍司令官を務めた期間は短かった。1864年2月9日、ジョン・マカリスター・スコフィールドがオハイオ軍管区の司令官を引き受けた。4月にはオハイオ軍の司令官と第23軍団長を兼ねた。この期間、オハイオ軍は第23軍団のみで構成されており、両者は同義である。スコフィールドはアトランタ方面作戦で軍を率い、7月22日のアトランタの戦い後に南軍のジョン・ベル・フッド中将をテネシーに押し返した。第二次フランクリンの戦いでは、ジョージ・ヘンリー・トーマス少将のカンバーランド軍とナッシュビルで合流する前に、スコフィールドはフッド率いるテネシー軍に壊滅的な打撃を与え、パトリック・クリバーンなど南軍の優れた将校の多数を戦死させることに成功した。1865年2月9日、スコフィールドはノースカロライナ軍管区の司令官に異動となり、ジェイコブ・ドルソン・コックス少将が一時的に司令官を務めた。
第23軍団はノースカロライナへ移動するように命令され、コックスの師団のみがウィルミントンの戦いに参戦した。第23軍団の残りの部隊は、3月までニューバーンに到着しなかった。第23軍団全部隊が到着した後、スコフィールドは第23軍団とアルフレッド・テリー少将の第10軍団でオハイオ軍を組織した。オハイオ軍はウィリアム・シャーマンのカロライナ方面作戦（1865年1月-4月）において、北軍の中央翼を務めた。戦争が終了すると、軍は解散した。

## 歴代司令官
- ドン・カルロス・ビューエル少将（1861年11月15日 – 1862年10月24日） 1862年3月11日までオハイオ軍管区司令官兼任
- ウィリアム・ローズクランズ少将（1862年10月24日 – 10月30日）カンバーランド軍に名称変更
- アンブローズ・バーンサイド少将（1863年3月25日 – 1863年12月9日）軍管区司令官兼任
- ジョン・フォスター少将（1863年12月9日 – 1864年2月9日）軍管区司令官兼任
- ジョン・マカリスター・スコフィールド少将（1864年2月9日 – 1864年9月14日)軍管区司令官兼任
- ジェイコブ・ドルソン・コックス少将（1864年9月14日 – 1864年10月22日）
- ジョン・マカリスター・スコフィールド少将（1864年10月22日 – 1865年2月2日）
- ジェイコブ・ドルソン・コックス少将（1865年2月2日 – 1865年2月9日）
- ジョン・マカリスター・スコフィールド少将（1865年2月9日 – 1865年3月31日）ノースカロライナ軍管区司令官兼任

## 参戦した主な戦い
- シャイローの戦い（ビューエル）
- ペリービルの戦い（ビューエル）
- モーガンの襲撃（ビューエル）
- ノックスビル方面作戦（バーンサイド、フォスター）
- アトランタ方面作戦（スコフィールド）
- 第二次フランクリンの戦い（スコフィールド）
- ナッシュビルの戦い（スコフィールド）
- カロライナ方面作戦（スコフィールド）

## 戦闘序列

### シャイローの戦い
軍司令官：ビューエル少将
| 軍団           | 師団                                  | 旅団                                                                               |
| -------------- | ------------------------------------- | ---------------------------------------------------------------------------------- |
| 軍団編成されず | 第2師団 アレクサンダー・マクック准将  | - 第4旅団（6個連隊） - 第5旅団（5個連隊） - 第6旅団（4個連隊、1個砲兵中隊）        |
| 軍団編成されず | 第4師団 William "Bull" Nelson准将     | - 第10旅団（3個連隊） - 第19旅団（3個連隊） - 第22旅団（3個連隊、1個騎兵連隊）     |
| 軍団編成されず | 第5師団 トマス・L・クリッテンデン准将 | - 第11旅団（4個連隊） - 第14旅団（3個連隊） - 独立部隊（1個騎兵連隊、3個砲兵中隊） |
| 軍団編成されず | 第6師団 Thomas J. Wood准将            | - 第20旅団（4個連隊） - 第21旅団（4個連隊）                                        |

他に、テネシー軍6個師団が参戦。

### ペリービルの戦い
軍司令官：ビューエル少将
| 軍団                                  | 師団                                   | 旅団 |
| ------------------------------------- | -------------------------------------- | --- |
| 第1軍団 アレクサンダー・マクック少将  | 第3師団 ラベル・ルソー准将             | - 第9旅団（5個連隊、1個砲兵中隊） - 第17旅団（5個連隊、1個砲兵中隊） - 第28旅団（5個連隊、1個砲兵中隊）  |
| 第1軍団 アレクサンダー・マクック少将  | 第10師団 James S. Jackson准将          | - 第33旅団（5個連隊、2個砲兵中隊） - 第34旅団（4個連隊、1個砲兵中隊）                                    |
| 第2軍団 トマス・L・クリッテンデン少将 | 第4師団 William Sooy Smith准将         | - 第10旅団（5個連隊、2個砲兵中隊） - 第19旅団（5個連隊、1個砲兵中隊） - 第22旅団（5個連隊、1個砲兵中隊） |
| 第2軍団 トマス・L・クリッテンデン少将 | 第5師団 Horatio P. Van Cleve准将       | - 第11旅団（5個連隊、1個砲兵中隊） - 第14旅団（5個連隊、1個砲兵中隊） - 第23旅団（5個連隊、1個砲兵中隊） |
| 第2軍団 トマス・L・クリッテンデン少将 | 第6師団 Thomas J. Wood准将             | - 第15旅団（5個連隊、1個砲兵中隊） - 第20旅団（5個連隊、1個砲兵中隊） - 第21旅団（5個連隊、1個砲兵中隊） |
| 第2軍団 トマス・L・クリッテンデン少将 | - 騎兵旅団（4個騎兵連隊、1個砲兵中隊） | |
| 第3軍団 チャールズ・C・ギルバート少将 | 第1師団 Albin Francisco Schoepf准将    | - 第1旅団（5個連隊、1個砲兵中隊） - 第2旅団（5個連隊、1個砲兵中隊） - 第3旅団（5個連隊、1個砲兵中隊）    |
| 第3軍団 チャールズ・C・ギルバート少将 | 第9師団 Robert Byington Mitchell准将   | - 第30旅団（4個連隊、1個砲兵中隊） - 第31旅団（4個連隊、1個砲兵中隊） - 第32旅団（4個連隊、1個砲兵中隊） |
| 第3軍団 チャールズ・C・ギルバート少将 | 第11師団 フィリップ・シェリダン准将    | - 第35旅団（4個連隊） - 第36旅団（4個連隊） - 第37旅団（4個連隊） - 砲兵部隊（2個砲兵中隊）              |
| 第3軍団 チャールズ・C・ギルバート少将 | - 騎兵旅団（3個騎兵連隊、1個砲兵中隊） | |

### ノックスビル方面作戦
軍司令官：バーンサイド少将
| 軍団                                 | 師団                               | 旅団 |
| ------------------------------------ | ---------------------------------- | --- |
| 第9軍団 Robert Brown Potter少将      | 第1師団 Edward Ferrero准将         | - 第1旅団（4個連隊） - 第2旅団（4個連隊） - 第3旅団（4個連隊） - 砲兵部隊（2個砲兵中隊）                                                           |
| 第9軍団 Robert Brown Potter少将      | 第2師団 ジョン・ハートランフト准将 | - 第1旅団（3個連隊） - 第2旅団（3個連隊） - 独立部隊（1個砲兵中隊）                                                                                |
| 第23軍団 Mahlon Dickerson Manson少将 | 第2師団 Julius White准将           | - 第1旅団（3個連隊） - 第2旅団（4個連隊、1個砲兵中隊）                                                                                             |
| 第23軍団 Mahlon Dickerson Manson少将 | 第3師団 Milo Smith Hascall准将     | - 第1旅団（3個連隊、1個砲兵中隊） - 第2旅団（3個連隊、1個砲兵中隊） - 砲兵部隊（2個砲兵中隊） - 特設旅団（2個連隊）                                |
| 騎兵軍団 James M. Shackelford少将    | 騎兵第1師団 William P. Sanders准将 | - 騎兵第1旅団（2個騎兵連隊、1個砲兵中隊） - 騎兵第2旅団（1個騎兵連隊、2個騎馬歩兵連隊、1個砲兵中隊） - 騎兵第3旅団（1個騎兵連隊、1個騎馬歩兵連隊） |
| 騎兵軍団 James M. Shackelford少将    | 騎兵第2師団 John W. Foster准将     | - 騎兵第1旅団（2個騎兵連隊、1個騎馬歩兵連隊） - 騎兵第2旅団（構成不明）                                                                            |

### アトランタ方面作戦
軍司令官：スコフィールド少将
| 軍団                                              | 師団                                                           | 旅団 |
| ------------------------------------------------- | -------------------------------------------------------------- | --- |
| 第23軍団 ジョン・マカリスター・スコフィールド少将 | 第1師団 Alvin Peterson Hovey准将                               | - 第1旅団（4個連隊） - 第2旅団（2個連隊） - 砲兵部隊（2個砲兵中隊）                                                     |
| 第23軍団 ジョン・マカリスター・スコフィールド少将 | 第2師団 Henry M. Judah准将 Milo Smith Hascall准将              | - 第1旅団（6個連隊） - 第2旅団（7個連隊） - 第3旅団（4個連隊） - 砲兵部隊（3個砲兵中隊）                                |
| 第23軍団 ジョン・マカリスター・スコフィールド少将 | 第3師団 ジェイコブ・ドルソン・コックス准将 James W. Reilly大佐 | - 第1旅団（10個連隊） - 第2旅団（1個連隊） - 第3旅団（4個連隊） - 独立騎兵部隊（2個騎兵連隊） - 砲兵部隊（2個砲兵中隊） |

その他カンバーランド軍の3個軍団、テネシー軍の3個軍団、騎兵軍団が参戦。

### 第二次フランクリンの戦い
軍司令官：スコフィールド少将
| 軍団                                        | 師団                            | 旅団                                                                                     |
| ------------------------------------------- | ------------------------------- | ---------------------------------------------------------------------------------------- |
| 第4軍団 David S. Stanley少将                | 第1師団 Nathan Kimball准将      | - 第1旅団（6個連隊） - 第2旅団（8個連隊） - 第3旅団（8個連隊）                           |
| 第4軍団 David S. Stanley少将                | 第2師団 George D. Wagner准将    | - 第1旅団（6個連隊） - 第2旅団（6個連隊） - 第3旅団（6個連隊）                           |
| 第4軍団 David S. Stanley少将                | 第3師団 Thomas J. Wood准将      | - 第1旅団（5個連隊） - 第2旅団（5個連隊） - 第3旅団（3個連隊、1個大隊）                  |
| 第4軍団 David S. Stanley少将                | - 砲兵旅団（8個砲兵中隊）       |                                                                                          |
| 第23軍団 ジェイコブ・ドルソン・コックス少将 | 第2師団 Thomas H. Ruger准将     | - 第2旅団（7個連隊） - 第3旅団（4個連隊）                                                |
| 第23軍団 ジェイコブ・ドルソン・コックス少将 | 第3師団 James W. Reilly准将     | - 第1旅団（6個連隊） - 第2旅団（5個連隊） - 第3旅団（4個連隊） - 砲兵部隊（1個砲兵中隊） |
| 騎兵軍団 James H. Wilson少将                | 騎兵第1師団 John T. Croxton准将 | - 騎兵第1旅団（4個騎兵連隊）                                                             |
| 騎兵軍団 James H. Wilson少将                | 騎兵第5師団 Edward Hatch准将    | - 騎兵第1旅団（4個騎兵連隊） - 騎兵第2旅団（5個騎兵連隊）                                |
| 騎兵軍団 James H. Wilson少将                | 騎兵第6師団 Edward Hatch准将    | - 騎兵第1旅団（4個騎兵連隊） - 騎兵第2旅団（5個騎兵連隊）                                |
| 騎兵軍団 James H. Wilson少将                | 騎兵第7師団 Joseph F. Knipe准将 | - 騎兵第1旅団（5個騎兵連隊） - 騎兵第2旅団（4個騎兵連隊）                                |

## 参考資料
- Army of the Ohio